# Damián Morales
Damián Morales (Córdoba, 11 settembre 1992) è un ex calciatore argentino, di ruolo centrocampista.

## Caratteristiche tecniche
È un centrocampista offensivo.

## Carriera
Cresciuto nelle giovanili dell'All Boys, debutta in prima squadra il 20 aprile 2013 disputando da titolare il match pareggiato 1-1 contro il San Martín (SJ). Al termine della stagione collezionerà 4 presenze in massima serie, senza riuscire ad evitare la retrocessione del club.
Nel mercato estivo del 2015 si svincola dal club.